# Hugronafor
Hugronafor que es pot trobar també com a Hugronaphor, Hurganophor, Haronnophris, Harmakhis, Hyrgonaphor,Hyrgnafor, Herwennefer o Horwennefer, (en antic egipci ḥr-wn-nfr, Horus-Osiris) va ser un faraó probablement d'origen nubià, que es va rebel·lar contra els ptolemeus i va governar l'Alt Egipte en la secessió que hi va aver durant el regnat de Ptolemeu IV Filopàtor l'any 205 aC.
No hi ha testimonis monumentals d'aquest rei, però juntament amb el seu successor Ankhmakis o Ankhwennefer, va mantenir el govern d'una part d'Egipte al menys fins al 186 aC. Una inscripció trobada al Temple de Seti I a Abidos on se l'anomena amb el nom grec d'Hyrgonaphor, mostra l'extensió de la seva influència. Va morir possiblement l'any 197 aC.